# Gnamptogenys sinensis
Gnamptogenys sinensis is een mierensoort uit de onderfamilie van de Ectatomminae. De wetenschappelijke naam van de soort is voor het eerst geldig gepubliceerd in 1987 door Wu & Xiao.